# 惠州通
惠州通，全称“岭南通·惠州通”，是自2011年1月6日起于中国广东省惠州市发行的一种非接触式智能IC卡，为岭南通于惠州的子品牌。现时，该卡由惠州市惠州通智能卡有限公司（下称“惠州通公司”）经营。

## 历史
2011年1月6日，惠州市交通运输局开始发行惠州通，但发行方式为向公众免费发放首发纪念卡。当日，金通旗下的368路亦成为惠州首条支援本卡片的公交线路，初期采用售票员于上车门旁操作固定式阅读器进行收费，但后来改以使用手持阅读器进行扣费。
2011年7月1日，惠州市惠州通智能卡有限公司正式成立，及后被惠州市人民政府批准为惠州通的运营主体，销售版卡片价格亦正式核定为人民币20元/张。
2011年11月10日，惠州通使用范围扩大至由金通巴士、太湖、汽运集团城郊分公司及金达等4间业者经营的全部公交线路。
2011年12月31日，公交总公司旗下所有线路正式支援惠州通，优惠方案与公交IC卡普通卡相若。但因原有阅读器暂未进行升级改造，故该司旗下车辆均采用“一车双机”模式，即公交IC卡与岭南通分别使用两个阅读器。2012年1月，惠州通公司启动公交IC卡普通卡置换岭南通工作，但需补差价人民币10元，且受制于技术原因，公交IC卡余额不可转入惠州通卡片。
2012年8月3日，惠州通使用范围正式扩大至龙门县的公共汽车、农村客运车辆及部分连锁便利店。11月28日，大亚湾区公共汽车及农村客运车辆亦正式支援使用惠州通支付车资。而惠南公交则计划于12月起支援本卡片。公众使用惠州通及岭南通卡片乘坐龙门、大亚湾公交及农村客运均可享受8.5折优惠。
2013年5月8-13日，公交总公司完成对原有IC卡阅读器的升级，并分批拆卸旗下线路岭南通专用阅读器，拆卸后的阅读器将投放至其他县区。
2013年6月21日，惠阳区正式于非跨市公共汽车及农村客运车辆开通惠州通支付，并于公共汽车设置8.5折刷卡优惠至8月31日，同时，往来大亚湾与惠阳之间的公共汽车的刷卡优惠亦获恢复。但仍有部分乘客因不知存在优惠期，而在该期间结束后乘车时因发现没有刷卡优惠而向传媒投诉。
2013年6月28日，惠州通老人卡（即新版《惠州市老年人优待证》）正式发行，以取代于2014年1月1日停止使用的旧版《优待证》。但发行初期仅限65周岁及以上惠州户籍长者办理。
2013年9月17日，博罗县公共汽车、农村客运车辆正式支援使用惠州通乘车，并设置8.5折刷卡优惠至12月31日。12月17日，惠东县正式于公共汽车及农村客运车辆启用惠州通支付，标志着惠州通正式覆盖全市公共交通系统。
2014年7月1日，老人卡申领对象正式扩大至持有于惠州市办理的《广东省居住证》6个月及以上的65周岁及以上长者。
2014年10月30日，惠州通学生卡于大亚湾区发行。2015年1月1日起，学生卡持有者乘坐大亚湾公交可享受5折优惠。2017年9月23日，学生卡发行范围扩大至惠城区。
2015年10月1日，惠州通优抚卡及残疾人卡于惠东县发行，以替代于当年11月30日停止使用的由俊鹏公汽发行的公交优抚卡。
2016年2月1日，中国邮政于惠州市内的各营业据点停止提供惠州通卡相关业务。2月底，惠州市发展与改革局批准惠州通公司上调特种卡售价至不超过18元人民币/张。
2017年9月23日，惠州通DIY卡于“2017年惠州市公交出行宣传周暨公交服务咨询日”活动首次发行，当日共制作200张卡片。
2018年1月30日，惠州通公司开始于209路、大亚湾8路及惠阳13路试行利用微信“腾讯乘车码”小程序扫码乘车，相关车辆均更换了备具二维码阅读功能的阅读器。
2018年4月16日，惠州通老人卡线上补办功能于“惠州公共交通”微信服务号上线。
2018年5月1日，应惠城公交实施新版票价方案，惠州通于惠城公交的优惠方案亦做出修改，并正式实行换乘优惠措施（部分虚拟卡片不支援）。5月初，惠城公交全面支援“腾讯乘车码”扫码乘车，而惠阳区、大亚湾区、博罗县的部分公交线路亦启用该种支付方式，但不享受任何优惠。
2018年7月，博罗县除168路以外的所有公交线路均实现扫码乘车；而在此之前，大亚湾区公交已经全面覆盖该功能。
2018年11月，惠州通公司于惠城、大亚湾两区共250个公交站台设置自助增值设备。

## 卡片种类

### 普通卡
普通卡现时设有销售版卡片及押金版卡片。

销售版卡片正面

销售版卡片售价为人民币18元/张，正面图案为合江楼，卡片不可退换、挂失及补办；押金版卡片押金为人民币20元/张，正面图案为泗洲塔及苏堤，退卡时可退回押金，如因丢失、损坏等原因需补办的需收取人民币15元的工本费。
销售版卡片及押金版卡片皆不记名，且不设有效期。

### 学生卡
学生卡现时仅限具有惠城区及大亚湾区学籍的普通全日制中小学校（不含中专及职业高中）在读生办理，其余县区仍无推行时间表。
大亚湾区学生可免费首次申办卡片，惠城区学生首次申办卡片需收取人民币15元的工本费。而遗失及坏卡补办工本费则无论行政区划，皆为人民币15元。卡片正面载有使用者姓名、性别、照片及证件编号，正反两面图案每年皆会完全或部分更换。
学生卡为记名卡，仅限本人使用，且不设卡片有效期，但卡片持有者如在高中毕业年份的8月31日之后继续使用该卡片，将采用普通卡优惠方案。

### 老人卡
老人卡（即新版《惠州市老年人优待证》）现时可供具有惠州户籍或生效6个月及以上的于惠州申领的《广东省居住证》的65周岁以上长者办理。
符合以上条件的长者可免费首次申办卡片，遗失及坏卡补办需收取人民币15元的工本费。卡片正面载有使用者姓名、性别、照片、户籍、证件编号、发件日期及发件单位，背面载有使用提示。
老人卡为记名卡，仅限本人使用，且不设卡片有效期。

### 优抚卡
优抚卡（即《惠东县优抚公交IC卡》）现时仅限具有惠东户籍的定恤定补重点优抚对象办理。
符合以上条件的人士可免费首次申办卡片，遗失及坏卡补办需收取人民币15元的工本费。卡片以浅蓝色为主色调，正面载有使用者姓名、性别、照片、证件编号、发件日期及发件单位，背面载有使用提示。
优抚卡为记名卡，仅限本人使用，且不设卡片有效期。

### 残疾人卡
残疾人卡（即《惠东县残疾人公交IC卡》）现时仅限具有惠东户籍的盲人及下肢体残疾人办理。
符合以上条件的人士可免费首次申办卡片，遗失及坏卡补办需收取人民币15元的工本费。卡片以灰绿色为主色调，正面载有使用者姓名、性别、照片、证件编号、发件日期及发件单位，背面载有使用提示。
残疾人卡为记名卡，仅限本人使用，且不设卡片有效期。

### 纪念卡及异型卡
纪念卡及异型卡为在特定节日或事件时发售，或以某事物为主题的卡片。其中，部分纪念卡以小尺寸卡片形式发行，也有纪念卡（如“麦兜新春祝福语”纪念卡）的卡面设计兼顾了标准尺寸及小尺寸要求。
这类卡片无统一销售价，且皆为不记名卡片，不可退换、挂失及补卡，且不设有效期。

### 联名卡
联名卡为与特定企事业单位合作发行的卡片，现时仅有与中国建设银行惠州市分行及惠州市总工会联名发行的“惠州工会会员龙卡”及与广州银行惠州分行联名发行的信用卡。
这类卡片除备具岭南通功能外，亦可作为对应银行的借记卡或信用卡使用。

### DIY卡
DIY卡亦为惠州通纪念卡的一种，使用者可自行定制背面图案。
该类卡片售价为人民币39元/张，且为不记名卡片，不可退换、挂失及补卡，且不设有效期。

## 获取与增值

### 获取
销售版普通卡、纪念卡及异型卡可于惠州通客服中心、邮政报刊亭及服务点、快迪便利店、叮当便利店、彩票销售点、特约商户及惠州通公司淘宝专页购买；押金版普通卡仅能于惠州通客服中心（惠城区）购买。
DIY卡仅能在“惠州公共交通”微信服务号办理，并以邮寄形式寄出，且需额外收取人民币5元的邮费。
学生卡首次办卡需向所在学校开具《学校证明》，并于“惠州公共交通”网站或微信服务号登记并上传《学校证明》、一寸蓝底照片及身份证明扫描件，及选择取卡方式（自提、邮寄）。自提者需在提交申请后15个工作日后凭有效身份证件于惠州通客服中心领取卡片。
老人卡需凭本人身份证、《广东省居住证》（仅外埠长者）及小一寸蓝底照片于居住地所在乡镇（街道办）老龄办、民政办、社会事务办或各县区老龄办指定的办事点申请。制卡完成后将电话知会办理者领取。
优抚卡需凭本人身份证及小一寸蓝底照片于惠东县复员退伍军人服务中心或户籍所在镇（街道办、度假区）社会事务办申请，并于审核通过后30日左右领取；残疾人卡需本人或其监护人凭本人身份证、户口簿、第二代残疾人证原件及复印件、小一寸蓝底照片于户籍所在镇（街道办、度假区）残联申请，并于惠东县残联审核通过后30日左右领取。
惠州工会会员龙卡仅能由具有惠州市工会辖区内的工会会籍的人士透过其所属基层工会集体申请，暂不支援个人直接办理。广州银行联名卡需在广州银行位于惠州市的各营业据点激活。

### 增值
- 人工增值：惠州市内的惠州通客服中心、部分邮政报刊亭、部分快迪便利店、部分叮当便利店、彩票销售点及特约商户可提供惠州通增值服务。
- 网充宝增值：使用者可将网充宝连接至电脑，将卡片置于网充宝阅读区上，并透过“广东省公交一卡通（岭南通）网充平台”自助增值。
- NFC增值：可利用备具近场通讯功能的智能手机，透过微信、飞凡等应用程序进行增值。
- 自助增值机增值：可利用备具蓝牙功能的智能手机，扫描自助增值机上二维码，透过“卡亭”微信服务号进行增值。
- 增值金额：仅可是人民币50元及其倍数，且增值后卡片内余额不可超过人民币1000元。

## 使用范围

### 公共交通
惠州通现时可在惠州市内的全部公共交通工具上使用，但各辖区优惠政策不同。下表列出各卡种乘坐市内各地交通工具的优惠金额或折扣。
| 卡片种类     | 卡片种类 | 普通卡、纪念卡、异型卡、联名卡及手机岭南通 | 学生卡                      | 老人卡     | 优抚卡                    | 残疾人卡                  | 腾讯乘车码 |
| ------------ | -------- | ------------------------------------------ | --------------------------- | ---------- | ------------------------- | ------------------------- | ---------- |
| 惠城区       | 惠城区   | 0.4元（首程） 1元（换乘）                  | 0.8元（首程） 1.4元（换乘） | 免费       | 0.4元（首程） 1元（换乘） | 0.4元（首程） 1元（换乘） | 无优惠     |
| 仲恺区       | 仲恺区   | 无优惠                                     | 无优惠                      | 免费       | 无优惠                    | 无优惠                    | 不适用     |
| 惠阳区       | 惠阳区   | 无优惠                                     | 无优惠                      | 免费       | 无优惠                    | 无优惠                    | 无优惠     |
| 大亚湾区     | 大亚湾区 | 80%                                        | 50%                         | 免费       | 80%                       | 80%                       | 无优惠     |
| 惠东县       | 惠东县   | 无优惠                                     | 无优惠                      | 免费       | 免费                      | 免费                      | 不适用     |
| 博罗县       | 博罗县   | 无优惠                                     | 无优惠                      | 免费       | 无优惠                    | 无优惠                    | 无优惠     |
| 龙门县       | 龙门县   | 85%                                        | 85%                         | 免费       | 85%                       | 85%                       | 不适用     |
| 阅读器提示音 | EMP5210  | 噔                                         | 噔，学生卡                  | 噔，老人卡 |                           |                           | 刷码成功   |
| 阅读器提示音 | JC-5200  | 嘀                                         | 学生卡                      | 老人卡     |                           |                           | 不适用     |

1. 1 2 3 4  市区路线首次乘车60分钟内及跨区路线首次乘车120分钟内，换乘至另一路线车辆时，适用换乘优惠。
2. ↑  部分机型的手机岭南通不适用换乘优惠。

### 小额消费
惠州通现时可在龙门县内部分便利商店进行小额消费。

### 外埠使用
与其余岭南通卡一样，惠州通亦能在广东省全境进行使用。于市外使用时，不论卡片种类，皆按照当地普通卡优惠政策执行。

## 争议
2013年1月，有惠阳区民众向当地报章投诉，指该年元旦后，一些8路公交车无法再使用惠州通支付，且车上的阅读设备被拆除。对此，该路线惠阳运营方新国线公汽负责人员解释称，该线与大亚湾公汽联营，但由于惠阳区未开通惠州通支付，阅读器补贴等问题尚未解决，故该公司拆卸了其旗下车辆的阅读器。
及后，其余往来大亚湾与惠阳的公交路线亦因为刷卡优惠被取消，而成为民众投诉对象。大亚湾区交通运输局则解释称，惠阳区未开通惠州通支付，导致惠阳、大亚湾两区车辆收费标准不统一，大亚湾方面因此才会暂停刷卡优惠。

## 图片
- 张贴于惠城公交车侧的贴纸，表明该车支援惠州通。贴纸白底部分的三个标志分别为岭南通、惠州通及腾讯乘车码
- 第二代惠州通阅读器。其上部为卡片阅读区，中部为显示屏及操作区，下部为二维码识别区
- 原惠州公交总公司的“一车双机”布局，其中右侧平置的阅读器为第一代惠州通阅读器，左侧立置的阅读器为惠州公交IC卡阅读器